# Lesław Klisowski
 Lesław Klisowski   (ur. 16 czerwca 1916 we Lwowie, zm. 24 stycznia 1972 w Warszawie) – pułkownik Wojska Polskiego; dowódca 37 pułku Łączności Wojsk Lotniczych (1957–1967); dowódca 2 Ośrodka Radioelektronicznego (1967–1970).

## Życiorys
Lesław Klisowski urodził się 16 czerwca 1916 we Lwowie, gdzie ukończył szkołę podstawową i średnią. Następnie podjął edukację w Szkole Podchorążych Rezerwy i został awansowany do podporucznika Wojska Polskiego. W 1939 uczestniczył w obronie Warszawy, był odznaczony Krzyżem Walecznych. Od 1943 przebywał w Rzeszowie. W lipcu 1944 wstąpił ochotniczo do 10 Dywizji Piechoty 2 Armii Wojska Polskiego, z którą przeszedł cały szlak bojowy. W 1946 w Zamościu ukończył roczny kurs oficerów łączności, po czym został skierowany do Zegrza, gdzie uczył się w Oficerskiej Szkole Łączności o specjalności "eksploatacja urządzeń radiokomunikacyjnych" i po jej ukończeniu awansował do stopnia porucznika. Następnie pełnił służbę w garnizonach Kalisz, Poznań i Sieradz przez 9 lat. W Sieradzu był w stopniu majora dowódcą 1 batalionu podchorążych w Oficerskiej Szkole Łączności Przewodowej, gdzie awansował do stopnia podpułkownika. 
W 1956 ukończył w Warszawie Wyższy Kurs Doskonalenia Oficerów w Wojskowej Akademii Technicznej. W październiku 1957 będąc w stopniu podpułkownika został skierowany do Nowego Dworu Mazowieckiego, gdzie objął stanowisko dowódcy 37 pułku Łączności Wojsk Lotniczych. W 1958 na podstawie zarządzenia szefa Sztabu Generalnego WP nr 14 z 26 maja 1958 jednostka została przeniesiona do garnizonu Śrem. W 1962 mianowany został do stopnia pułkownika. W 1967 w Leningradzie ukończył Wyższy Akademicki Kurs w Wojskowej Akademii Łączności. W tym samym roku jego jednostka 37 pułk łączności Wojsk Lotniczych na podstawie rozkazu ministra obrony narodowej nr 07 z 4 maja 1967 został przemianowany na 6 pułk łączności Lotnictwa Operacyjnego. 
W listopadzie 1967 przekazał dowodzenie 6 pułkiem łączności Lotnictwa Operacyjnego dla ppłk Juliana Jabłońskiego, po czym został skierowany służbowo do Przasnysza, gdzie objął funkcję dowódcy 2 Ośrodka Radioelektronicznego. Był przewodniczącym Komitetu Opiekuńczego Szkoły Podstawowej nr 1 w Przasnyszu. W 1968 Wydział Analityczno-Informacyjny jego jednostki prowadził działania operacyjne w zakresie zabezpieczenia radioelektronicznego (nasłuch oraz rozpoznanie radiowe) podczas Operacji Dunaj. W 1970 został skierowany służbowo do Warszawy, gdzie objął stanowisko w Zarządzie II w Sztabie Generalnym Wojska Polskiego. 24 stycznia 1972 zmarł w Warszawie w wieku 56 lat. Został pochowany na cmentarzu Wojskowym na Powązkach w Warszawie (kwatera A 14-2-19). 

## Życie prywatne
Jego żona to Katarzyna Klisowska z domu Martyniak z którą miał dwóch synów: Stanisław (płk dr n. med.) i Zbigniew (oficer w stopniu płk, w latach 1998-2002 attache wojskowy w Estonii). Katarzyna Klisowska zmarła 8 grudnia 1996 w wieku 74 lat. Pochowana została w grobie rodzinnym na cmentarzu Wojskowym na Powązkach w Warszawie.

## Awanse
- podporucznik – ?

(...)
- pułkownik – 1962[3][19]

## Ordery, odznaczenia i wyróżnienia
- Krzyż Walecznych[3]

i inne